# Tạ Phong Tần
Tạ Phong Tần (Vĩnh Lợi, Bạc Liêu, 1968) és una bloguera dissident vietnamita. Ex policia i ex membre del Partit Comunista del Vietnam, va ser arrestada el setembre de 2011 per fer propaganda contra l'Estat en els escrits al seu blog, on denunciava corrupció governamental. El 30 de juliol de 2012, la mare de Tạ Phong, Dang Thi Kim Lieng, es va immolar davant de les oficines del govern de la província de Bạc Liêu en protesta pels càrrecs contra la seva filla. El 24 de setembre de 2012, Tạ Phong va ser sentenciada a deu anys de presó. L'arrest i condemna van originar multitud de protestes per part de diversos grups com l'Oficina de l'Alt Comissariat de les Nacions Unides per als Drets Humans, el Ministeri d'Afers Exteriors dels EUA, Amnistia Internacional, el Human Rights Watch o Reporters Sense Fronteres.
Va ser alliberada després d'aproximadament tres dels deu anys de sentència i va viatjar als Estats Units, on va arribar el dissabte 20 de setembre de 2015, segons el Ministeri d'Afers Exteriors nord-americà i el Comitè de Protecció de Periodistes.

## Blogging
Quan va començar a bloguejar, Tạ Phong treballava com policia. El 2004, es va fer periodista freelance i dos anys més tard, va començar un blog anomenat Cong Ly va Su That (Justícia i Veritat), que va esdevenir popular pels seus informes sobre abusos policials. Per aquests informes i la crítica a les polítiques del Partit Comunista del Vietnam, va ser expulsada del Partit i va perdre el seu treball el 2006.
Tạ Phong va ser arrestada el setembre de 2011; al costat dels també bloguers dissidents Nguyễn Văn Hải i Phan Thanh Hải, havia fet una publicació al Club dels Periodistes Vietnamites Lliures, del qual en fou fundadora el 2007. Els tres foren acusats d'escriure propaganda anti-estatal i els càrrecs comportaven una pena màxima de vint anys de presó. The Economist va descriure els arrestos com «l'últim en una sèrie d'intents dels governants comunistes del Vietnam per a controlar el creixent ús de internet».
L'Oficina de l'Alt Comissionat per als Drets Humans de l'ONU va criticar les detencions, expressant la seva preocupació «pel que sembla cada vegada més limitat espai per a la llibertat d'expressió al Vietnam». En una visita el juliol de 2012 a Hanoi, l'aleshores secretària d'Estat Hillary Clinton va expressar la seva preocupació per la detenció dels tres membres del Club de Periodistes Vietnamites Lliures. Amnistia Internacional els va descriure a tots tres com a presoners de consciència i va instar el seu alliberament. La Federació Internacional de Drets Humans i l'Organització Mundial contra la Tortura també van fer una declaració conjunta demanant al govern vietnamita l'alliberament incondicional dels tres bloguers.

## Immolació de la mare
El matí del 30 de juliol de 2012 la mare de Tạ Phong Tần de 64 anys, Dang Thi Kim Lieng, es va calar foc davant del Comitè Popular de Bạc Liêu en protesta per la detenció de la seva filla, una setmana abans que comencés el judici. Lieng va morir a causa de les cremades de camí a l'hospital. La mort va ser la primera immolació reportada al Vietnam des de la dècada dels anys 1970.
Els mitjans de comunicació estatals vietnamites no van reconèixer la mort durant molts dies abans de dir que seria investigada i es va anunciar una postergació indefinida del judici de Tạ Phong.
Des de l'ambaixada dels Estats Units al Vietnam es va declarar que estaven «preocupats i entristits» per la notícia, i van reiterar la crida per l'alliberament dels bloguers. El Comitè per a la Protecció dels Periodistes va qualificar la mort de Lieng com un «impactant recordatori de la campanya del Vietnam contra bloguers i periodistes, i que té un cost emocional insuportable sobre els individus involucrats». El Human Rights Watch va demanar a la comunitat internacional fer front a la situació per la violació subjacent als drets humans, declarant «això no és només una tragèdia per a una família. Aquesta és una tragèdia per a tot el país».

## Sentència
El 24 de setembre de 2012, Tạ Phong Tần va ser sentenciada a deu anys de presó i cinc d'arrest domiciliari en virtut a l'article 88 del Codi Penal del país, per propaganda antigovernamental, en una audiència que va durar un dia i el qual The Economist va comparar amb una farsa judicial pròpia de la Unió Soviètica.
Els fiscals van al·legar que els tres bloguers havien «distorsionat la veritat sobre l'Estat i el Partit, creant ansietat entre els ciutadans i donant suport a tàctiques per tal d'enderrocar al govern», i el tribunal va sentenciar que «estaven afectant greument la seguretat nacional i la imatge del país en l'àmbit mundial». Phan Thanh Hải, que s'havia declarat culpable, va ser condemnat a quatre anys de presó, i Nguyễn Văn Hải a dotze. Les sentències van ser confirmades per un tribunal d'apel·lació el 28 de desembre de 2012.
El 2013, el Grup de Treball sobre la Detenció Arbitrària de les Nacions Unides va descobrir la violació de diversos articles de la Declaració Universal dels Drets Humans i el Pacte Internacional de Drets Civils i Polítics en la detenció de Tạ Phong Tần; fou alliberada després d'aproximadament tres anys de presó.

## Reconeixements i premis
El desembre de 2012, Tạ Phong va guanyar el premi Hellman/Hammett de l'Human Rights Watch, que reconeix escriptors que pateixen persecució política i el mateix mes del mateix any, juntament amb els altres dos bloguers Phạm Thanh Nghiên i Huỳnh Thục Vy, va ser guardonada amb el Premi dels Drets Humans del Vietnam de la Xarxa dels Drets Humans del Vietnam. El 2013, va ser nomenada guanyadora del premi Dona Coratge del Departament d'Estat dels Estats Units; a la cerimònia, el Dia Internacional de la Dona, el secretari d'Estat nord-americà John Kerry va esmentar la concessió del premi «per la seva dedicació a exigir contínuament un millor govern pel seu poble, per la seva disposició a assumir riscos per les seves creences, i per la seva experiència i habilitats com una escriptora que serveixen com a inspiració per a les dones del Vietnam».